# Copa Cataluña de fútbol 2023-24
La Copa Cataluña 2023-24 fue la 33.ª edición de la Copa Cataluña. La competición empezó el 3 de agosto de 2023 y finalizó el 20 de marzo de 2024. Fue jugada por equipos de Segunda División, Primera Federación, Segunda Federación, Tercera Federación y los campeones de grupo de Primera Catalana.
El FC Andorra revalidó el título obtenido en la edición anterior.

## Equipos participantes
Los siguientes equipos compitieron en la Copa Cataluña 2023-24. Los clubes Gimnàstic de Tarragona, Lleida Esportiu, CF Montañesa, UE Sants y FC L'Escala habían sido considerados para participar en este torneo, pero renunciaron a tomar parte de la presente edición por motivos diferentes.
|  | 1 equipo de la Segunda División - Andorra 2 equipos de la Primera Federación - Cornellà - Sabadell | 6 equipos de la Segunda Federación - Badalona Futur - Cerdanyola del Vallès - Manresa - Olot - Prat - Terrassa | 9 equipos de la Tercera Federación - Castelldefels - Europa - Grama - L'Hospitalet - Peralada - San Cristóbal - Sant Andreu - Vilafranca - Vilassar de Mar | 3 equipos de la Primera Catalana 2022-23 - Mollerussa - Reus FCR - Tona |

## Torneo

### Primera ronda
- Exento: Andorra.[4]

| 3 de agosto de 2023 | Reus FCR  | 1:1 (1:0) (5:4 p.) | Manresa   | Estadio Camp Nou Municipal, Reus |                            |
| 19:30               | Oribe 31' | Reporte            | López 57' | Árbitro(s): Vicente Delmar       | Árbitro(s): Vicente Delmar |

| 5 de agosto de 2023 | Tona        | 1:1 (1:1) (5:6 p.) | Sabadell | Camp de Futbol ZEM de Tona, Tona |                        |
| 18:00               | Campayo 37' | Reporte            | Gómez 7' | Árbitro(s): Núñez Ruiz           | Árbitro(s): Núñez Ruiz |

| 5 de agosto de 2023 | Mollerussa | 1:1 (0:1) (6:7 p.) | Castelldefels | Camp de Futbol Municipal de Mollerussa, Mollerussa |                          |
| 19:30               | Moro 47'   | Reporte            | Franco 43'    | Árbitro(s): Fonts Alabau                           | Árbitro(s): Fonts Alabau |

| 5 de agosto de 2023 | Vilassar de Mar | 0:2 (0:2) | Badalona Futur  | Camp de Futbol Municipal Xevi Ramon, Vilassar de Mar |                             |
| 20:00               |                 | Reporte   | Cortés 18', 34' | Árbitro(s): Tabares Ramírez                          | Árbitro(s): Tabares Ramírez |

| 6 de agosto de 2023 | L'Hospitalet                    | 4:1 (3:0) | Prat        | Estadio Municipal de Fútbol de L'Hospitalet, Hospitalet de Llobregat |                         |
| 19:00               | Gómez 14', 19', 26' · Sanku 54' | Reporte   | Lamelas 68' | Árbitro(s): Cobos Pujol                                              | Árbitro(s): Cobos Pujol |

| 6 de agosto de 2023 | Vilafranca    | 2:3 (1:2) | Cornellà                             | Estadi del ZEM de Vilafranca del Penedès, Villafranca del Panadés |                          |
| 19:30               | Toro 28', 60' | Reporte   | Cherradi 10' · Mendes 29' · Bobi 55' | Árbitro(s): Teruel Soler                                          | Árbitro(s): Teruel Soler |

| 6 de agosto de 2023 | San Cristóbal | 1:0 (1:0) | Terrassa | Camp de Futbol Municipal Ca N'Anglada, Tarrasa |                                |
| 20:00               | Ranera 33'    | Reporte   |          | Árbitro(s): Fernández Quintero                 | Árbitro(s): Fernández Quintero |

| 9 de agosto de 2023 | Europa                                 | 3:0 (1:0) | Cerdanyola del Vallès | Camp Municipal de Futbol Nou Sardenya, Barcelona |                      |
| 19:00               | Servetti 17' · Pla 55' · Makuemimo 80' | Reporte   |                       | Árbitro(s): Rius Riu                             | Árbitro(s): Rius Riu |

| 9 de agosto de 2023 | Grama                       | 3:4 (2:1) | Olot                                 | Nou Camp Municipal de Santa Coloma, Santa Coloma de Gramenet |                       |
| 19:30               | Peris 34' · García 39', 58' | Reporte   | Urri 11' · Mas 55' · Roquet 79', 85' | Árbitro(s): Díaz Díaz                                        | Árbitro(s): Díaz Díaz |

| 9 de agosto de 2023 | Sant Andreu | 1:0 (0:0) | Peralada | Camp de Futbol CEM Bon Pastor, Barcelona |                           |
| 20:00               | Serrano 63' | Reporte   |          | Árbitro(s): Cartiel Arasa                | Árbitro(s): Cartiel Arasa |

### Segunda ronda
- Exento: Andorra.[4]

| 12 de agosto de 2023 | Reus FCR | 0:0 (5:6 p.) | Europa | Estadio Camp Nou Municipal, Reus |                            |
| 19:00                |          | Reporte      |        | Árbitro(s): Manrique Tomás       | Árbitro(s): Manrique Tomás |

| 12 de agosto de 2024 | San Cristóbal | 1:1 (0:0) (3:4 p.) | L'Hospitalet | Camp de Futbol Municipal Ca N'Anglada, Tarrasa |                        |
| 19:30                | Ranera 75'    | Reporte            | López 65'    | Árbitro(s): Ollé Lladó                         | Árbitro(s): Ollé Lladó |

| 13 de agosto de 2023 | Badalona Futur                         | 3:2 (2:1) | Sabadell         | Estadi Municipal de Badalona, Badalona |                           |
| 19:00                | Amelibia 14' · Polo 15' · Valverde 65' | Reporte   | Herrera 39', 48' | Árbitro(s): Ariño Jiménez              | Árbitro(s): Ariño Jiménez |

| 13 de agosto de 2023 | Sant Andreu          | 2:3 (1:3) | Olot                   | Camp de Futbol CEM Bon Pastor, Barcelona |                         |
| 19:00                | Pau 44' · Juanan 62' | Reporte   | Urri 6', 32' · Mas 17' | Árbitro(s): Serrat Susi                  | Árbitro(s): Serrat Susi |

| 13 de agosto de 2023 | Castelldefels | 1:1 (0:0) (3:0 p.) | Cornellà     | Camp d'Esports Municipal Els Canyars, Castelldefels |                          |
| 19:30                | Alba 63'      | Reporte            | Cherradi 53' | Árbitro(s): Berjaga Ruiz                            | Árbitro(s): Berjaga Ruiz |

### Cuartos de final
- Exentos: Andorra y L'Hospitalet.[4]

| 19 de agosto de 2023 | Castelldefels | 0:1 (0:1) | Europa   | Camp d'Esports Municipal Els Canyars, Castelldefels |                          |
| 19:30                |               | Reporte   | Gené 37' | Árbitro(s): Curiel Riera                            | Árbitro(s): Curiel Riera |

| 19 de agosto de 2023 | Olot                  | 2:2 (1:1) (4:2 p.) | Badalona Futur        | Estadi Municipal d'Olot, Olot |                       |
| 19:30                | Forés 16' · Ayala 51' | Reporte            | Polo 23' · Torras 81' | Árbitro(s): Mas López         | Árbitro(s): Mas López |

### Semifinales
| 18 de octubre de 2023 | L'Hospitalet | 0:1 (0:0) | Andorra | Estadio Municipal de Fútbol de L'Hospitalet, Hospitalet de Llobregat |                         |
| 20:00                 |              | Reporte   | Gil 72' | Árbitro(s): Arenas Mora                                              | Árbitro(s): Arenas Mora |

| 18 de octubre de 2023 | Europa | 0:2 (0:1) | Olot                      | Camp Municipal de Futbol Nou Sardenya, Barcelona |                           |
| 20:30                 |        | Reporte   | Del Campo 42' · Terma 48' | Árbitro(s): Català Ferrán                        | Árbitro(s): Català Ferrán |

### Final
| 1     | POR   | Albert Batalla    |     |
| 4     | DEF   | Roger Barnils     |     |
| 7     | DEF   | Albert Blázquez   | 80' |
| 20    | DEF   | David Bigas       |     |
| 5     | MED   | Pau Juvanteny     |     |
| 8     | MED   | Guillem Terma     | 74' |
| 11    | MED   | Pedro del Campo   |     |
| 16    | MED   | Uri González      |     |
| 9     | DEL   | Marc Mas          |     |
| 14    | DEL   | Arnau Forés       | 58' |
| 22    | DEL   | Mohamed Chabboura | 58' |
| D. T. | D. T. | Pedro Dolera      |     |

| 13    | POR   | Oier Olazábal    |     |
| 2     | DEF   | Migue Leal       |     |
| 15    | DEF   | Diego González   |     |
| 18    | DEF   | Alex Petxarroman | 63' |
| 29    | DEF   | Roger Alcalá     | 82' |
| 8     | MED   | Sergi Samper     |     |
| 14    | MED   | Sergio Molina    |     |
| 17    | MED   | Álex Calvo       |     |
| 24    | DEL   | Pablo Moreno     | 63' |
| 9     | DEL   | Jon Karrikaburu  |     |
| 11    | DEL   | Álvaro Martín    |     |
| D. T. | D. T. | Jon López        |     |

| 3  | Defensa        | Joan Maynau | 58' |
| 10 | Centrocampista | Urri        | 58' |
| 2  | Centrocampista | Marco Gil   | 74' |
| 19 | Delantero      | Marc Roquet | 80' |

| 33 | Defensa        | Marc Fe        | 63' |
| 7  | Delantero      | Julen Lobete   | 63' |
| 32 | Centrocampista | Ivan Rodríguez | 82' |

| 79' | Urri | 1:1 |

| 35' | Álvaro Martín | 0:1 |

| Acierto de penal · Fallo de penal · Acierto de penal · Fallo de penal | Pedro del Campo Uri González Roger Barnils Urri | 1:1 1:2 2:2 2:3 |

| Acierto de penal · Acierto de penal · Fallo de penal · Acierto de penal · Acierto de penal | Jon Karrikaburu Álvaro Martín Sergi Samper Sergio Molina Álex Calvo | 0:1 1:2 2:3 2:4 |

| 30' · 66' · 85' | Roger Barnils Urri Marco Gil |

| Principal  | Sergi Carrero Romerea  |
| Asistentes | Guillem Batlle Capa    |
|            | Eric Martín Hernández  |
| Cuarto     | Oscar Carballo Vázquez |

| 1     | POR   | Albert Batalla    |     |
| 4     | DEF   | Roger Barnils     |     |
| 7     | DEF   | Albert Blázquez   | 80' |
| 20    | DEF   | David Bigas       |     |
| 5     | MED   | Pau Juvanteny     |     |
| 8     | MED   | Guillem Terma     | 74' |
| 11    | MED   | Pedro del Campo   |     |
| 16    | MED   | Uri González      |     |
| 9     | DEL   | Marc Mas          |     |
| 14    | DEL   | Arnau Forés       | 58' |
| 22    | DEL   | Mohamed Chabboura | 58' |
| D. T. | D. T. | Pedro Dolera      |     |

| 13    | POR   | Oier Olazábal    |     |
| 2     | DEF   | Migue Leal       |     |
| 15    | DEF   | Diego González   |     |
| 18    | DEF   | Alex Petxarroman | 63' |
| 29    | DEF   | Roger Alcalá     | 82' |
| 8     | MED   | Sergi Samper     |     |
| 14    | MED   | Sergio Molina    |     |
| 17    | MED   | Álex Calvo       |     |
| 24    | DEL   | Pablo Moreno     | 63' |
| 9     | DEL   | Jon Karrikaburu  |     |
| 11    | DEL   | Álvaro Martín    |     |
| D. T. | D. T. | Jon López        |     |

| 3  | Defensa        | Joan Maynau | 58' |
| 10 | Centrocampista | Urri        | 58' |
| 2  | Centrocampista | Marco Gil   | 74' |
| 19 | Delantero      | Marc Roquet | 80' |

| 33 | Defensa        | Marc Fe        | 63' |
| 7  | Delantero      | Julen Lobete   | 63' |
| 32 | Centrocampista | Ivan Rodríguez | 82' |

| 79' | Urri | 1:1 |

| 35' | Álvaro Martín | 0:1 |

| Acierto de penal · Fallo de penal · Acierto de penal · Fallo de penal | Pedro del Campo Uri González Roger Barnils Urri | 1:1 1:2 2:2 2:3 |

| Acierto de penal · Acierto de penal · Fallo de penal · Acierto de penal · Acierto de penal | Jon Karrikaburu Álvaro Martín Sergi Samper Sergio Molina Álex Calvo | 0:1 1:2 2:3 2:4 |

| 30' · 66' · 85' | Roger Barnils Urri Marco Gil |

| Principal  | Sergi Carrero Romerea  |
| Asistentes | Guillem Batlle Capa    |
|            | Eric Martín Hernández  |
| Cuarto     | Oscar Carballo Vázquez |

| 1     | POR   | Albert Batalla    |     |
| 4     | DEF   | Roger Barnils     |     |
| 7     | DEF   | Albert Blázquez   | 80' |
| 20    | DEF   | David Bigas       |     |
| 5     | MED   | Pau Juvanteny     |     |
| 8     | MED   | Guillem Terma     | 74' |
| 11    | MED   | Pedro del Campo   |     |
| 16    | MED   | Uri González      |     |
| 9     | DEL   | Marc Mas          |     |
| 14    | DEL   | Arnau Forés       | 58' |
| 22    | DEL   | Mohamed Chabboura | 58' |
| D. T. | D. T. | Pedro Dolera      |     |

| 13    | POR   | Oier Olazábal    |     |
| 2     | DEF   | Migue Leal       |     |
| 15    | DEF   | Diego González   |     |
| 18    | DEF   | Alex Petxarroman | 63' |
| 29    | DEF   | Roger Alcalá     | 82' |
| 8     | MED   | Sergi Samper     |     |
| 14    | MED   | Sergio Molina    |     |
| 17    | MED   | Álex Calvo       |     |
| 24    | DEL   | Pablo Moreno     | 63' |
| 9     | DEL   | Jon Karrikaburu  |     |
| 11    | DEL   | Álvaro Martín    |     |
| D. T. | D. T. | Jon López        |     |

| 3  | Defensa        | Joan Maynau | 58' |
| 10 | Centrocampista | Urri        | 58' |
| 2  | Centrocampista | Marco Gil   | 74' |
| 19 | Delantero      | Marc Roquet | 80' |

| 33 | Defensa        | Marc Fe        | 63' |
| 7  | Delantero      | Julen Lobete   | 63' |
| 32 | Centrocampista | Ivan Rodríguez | 82' |

| 79' | Urri | 1:1 |

| 35' | Álvaro Martín | 0:1 |

| Acierto de penal · Fallo de penal · Acierto de penal · Fallo de penal | Pedro del Campo Uri González Roger Barnils Urri | 1:1 1:2 2:2 2:3 |

| Acierto de penal · Acierto de penal · Fallo de penal · Acierto de penal · Acierto de penal | Jon Karrikaburu Álvaro Martín Sergi Samper Sergio Molina Álex Calvo | 0:1 1:2 2:3 2:4 |

| 30' · 66' · 85' | Roger Barnils Urri Marco Gil |

| Principal  | Sergi Carrero Romerea  |
| Asistentes | Guillem Batlle Capa    |
|            | Eric Martín Hernández  |
| Cuarto     | Oscar Carballo Vázquez |

| 1     | POR   | Albert Batalla    |     |
| 4     | DEF   | Roger Barnils     |     |
| 7     | DEF   | Albert Blázquez   | 80' |
| 20    | DEF   | David Bigas       |     |
| 5     | MED   | Pau Juvanteny     |     |
| 8     | MED   | Guillem Terma     | 74' |
| 11    | MED   | Pedro del Campo   |     |
| 16    | MED   | Uri González      |     |
| 9     | DEL   | Marc Mas          |     |
| 14    | DEL   | Arnau Forés       | 58' |
| 22    | DEL   | Mohamed Chabboura | 58' |
| D. T. | D. T. | Pedro Dolera      |     |

| 13    | POR   | Oier Olazábal    |     |
| 2     | DEF   | Migue Leal       |     |
| 15    | DEF   | Diego González   |     |
| 18    | DEF   | Alex Petxarroman | 63' |
| 29    | DEF   | Roger Alcalá     | 82' |
| 8     | MED   | Sergi Samper     |     |
| 14    | MED   | Sergio Molina    |     |
| 17    | MED   | Álex Calvo       |     |
| 24    | DEL   | Pablo Moreno     | 63' |
| 9     | DEL   | Jon Karrikaburu  |     |
| 11    | DEL   | Álvaro Martín    |     |
| D. T. | D. T. | Jon López        |     |

| 3  | Defensa        | Joan Maynau | 58' |
| 10 | Centrocampista | Urri        | 58' |
| 2  | Centrocampista | Marco Gil   | 74' |
| 19 | Delantero      | Marc Roquet | 80' |

| 33 | Defensa        | Marc Fe        | 63' |
| 7  | Delantero      | Julen Lobete   | 63' |
| 32 | Centrocampista | Ivan Rodríguez | 82' |

| 79' | Urri | 1:1 |

| 35' | Álvaro Martín | 0:1 |

| Acierto de penal · Fallo de penal · Acierto de penal · Fallo de penal | Pedro del Campo Uri González Roger Barnils Urri | 1:1 1:2 2:2 2:3 |

| Acierto de penal · Acierto de penal · Fallo de penal · Acierto de penal · Acierto de penal | Jon Karrikaburu Álvaro Martín Sergi Samper Sergio Molina Álex Calvo | 0:1 1:2 2:3 2:4 |

| 30' · 66' · 85' | Roger Barnils Urri Marco Gil |

| Principal  | Sergi Carrero Romerea  |
| Asistentes | Guillem Batlle Capa    |
|            | Eric Martín Hernández  |
| Cuarto     | Oscar Carballo Vázquez |